# Banana Boat
Банана боут је мушки вокални секстет који изводи песме a cappella, специјализује се за оригинално ауторско стваралаштво на подручју савремене морнарске песме, као и за оригиналну ауторску интепретацију класичне морнарске песме, експериментише такође с другим музичким врстама (божићне песме, популарне песме и јазз песме). Члан је међународног друштва International Seasong and Shanty Association (ISSA).

## Биографија
Група Банана Боат се развила из вишечлане формације која делује од 1993. до 1994. год. под називом Jack Steward. Основао ју је Маћеј Јенџејко. Састав су чинили ученици средњих школа из Сосновјеца (пре свега IV. гимназија Станислава Сташица и II. гимназија Емилије Платер). Циљ ове групе младих људи било је организовање морског путовања око Исланда. Група је требало да уведе потенцијалне учеснике експедиције у проблематику маринистичке културе и да их подстакне на једрење. Осим тога, Jack Steward је требало да тражи подршку спонзора за остваривање саме идеје путовања. Иако пројект никада није реализован, а Jack Steward се распао 1994. год, Маћеј Јенџејко је позвао Павела Коњечног, Александра Клешча и Карола Вјежбицког из претходне формације у нову групу, која је од 1994. год. – тада већ као квартет а cappella - прихватила име Банана Боат. У овоме саставу група је дебитовала на фестивалу Tratwa '94. и забележила прве озбиљне успехе, освојивши између осталог Награду командора Збишека Совињског (1994), главну награду фестивала Prosiak (1994) и признање на Међународном фестивалу Shanties (1996).
У периоду од 1996-1998 група, чији су чланови почели студирати, обуставља делатност да би се крајем 1998. године вратила на сцену у новом петочланом саставу који је на прелому 2008. и 2009. допунио нови бас, Пјотр "Кудуш" Вишњевски. Садашњи састав групе чине:
- Маћеј Јенџејко (Maciej "YenJCo." Jędrzejko), фронтмен и вођа групе,
- Павел Коњечну (Paweł "Konik" Konieczny), композитор и извођач високих тонова,
- Павел Јенџејко (Paweł "Synchro" Jędrzejko), аутор већине оригиналних текстова бенда, баритон,
- Томаш Чарни (Tomasz "Mundry" Czarny), аранжер, композитор и бас/баритон,
- Михал Мањара (Michał "Ociec" Maniara), менаџер Уметничке агенције BananaArt. Pl Art и истовремено извођач средишњих тонова,
- Пјотр Вишњевски (Piotr "Qdyś" Wiśniewski), бас.

Садашњи чланови групе су активни морнари. Њихове професије у приватном животу су: медицина, стоматологија, банкарство, право, трговина и високо школство. Од 1998. год. група Банана Боат је освојила најважније награде на пољским фестивалима музике мора, снимила два албума, учествовала у многим колективним пројектима и стално одржава концерте у малим клубовима и на великим фестивалима, како у Пољској, тако и у иностранству.

## Организацијска, пропагаторска и добротворна делатност
- У периоду од 2002. до 2007. група Банана Боат у сарадњи с Културним домом града Лазиска Гурне Łaziska Górne организовала је Фестивал морнарске песме Општепољски фестивал морнарске песме .
- 2006. год. група је учествовала у добротворној акцији Zobaczyć Morze (албум Видети море)
- 2008. год. Маћеј Јенџејко, фронтмен и вођа групе, био је организатор и уметнички директор фестивала World Music Fusion - Euroszanty & Folk у Сосновцу
- Сваке године група учествује у добротворним концертима Великог оркестра божићне помоћи
- Вођа бенда Маћеј Јенџејко је оснивач и главни уредник Слободног портала морнарске песме Szantymaniak.pl и главни уредник часописа
- Чланови бенда су у жиријима фестивала морнарске песме и учествују у радионицама морнарске песме као предавачи и инструктори

## Концерти и међународна сарадња
У иностранству је група одржала концерте у Чешкој (Fulnek 2002), у Италији (Ravenna 2003), у Француској (Paimpol 2005, Chateau-Thierry 2007. Essômes-sur-Marne 2009), у Ирској (Cork/Cobh 2005, 2006), у САД-у (New York 2005), у Холандији (Appingedam 2006) и у Немачкој (Bremen-Vegesack 2008). Као члан ИССА, група сарађује с уметницима маринистичке сцене, члановима те исте организације. 2008. год. песме Банана Боат нашле су се на албумима добротворног пројекта Lafitte's Return (САД). Тренутно група реализује минипројекат а cappella који ће резултовати снимањем двеју песама с ирском звездом Eleanor McEvoy.

## Награде
Уз многе гран при награде, главне награде и награде публике, које су освојене на свим важнијим фестивалима музике мора у Пољској, група је двоструки добитник II. награде Америчког друштва музике a cappella - CASA у категоријама: Најбољи албум фолклорне музике (-{Folk/World})- за 2005. годину за албум A morze tak, a może nie… (А можда да, а можда не…) и Најбоља песма у жанру Folk/World 2005. године за песму Arktyka (Арктик).

## Дискографија
- Албум: A morze tak, a może nie (BananaArt. Pl 2004) (А можда да, а можда не…)
- Миниалбум: Banana Boat…Świątecznie (BananaArt. Pl 2004), Банана Боат…Празнично (с божићним песмама)
- Песме на компилацији: Szanty dla Pajacyka (Морнарске песме за пајаца), од које је цели приход дониран Пољска хуманитарна акција.
- Песме на албумима Lafitte's Return од којих је приход дониран жртвама урагана Катрина (2008)